# ONLY
ONLY Stores A/S er et dansk tøjmærke og butikskæde med over 300 butikker på verdensplan, der sælger tøj af samme navn. ONLY produceres af den jyske tøjkoncern Bestseller.
Mærket ONLY blev introduceret af Bestseller i 1996. 